# Henriette (Minnesota)
Henriette es una ciudad ubicada en el condado de Pine en el estado estadounidense de Minnesota. En el Censo de 2010 tenía una población de 71 habitantes y una densidad poblacional de 95,18 personas por km².

## Geografía
Henriette se encuentra ubicada en las coordenadas 45°52′16″N 93°7′11″O / 45.87111, -93.11972. Según la Oficina del Censo de los Estados Unidos, Henriette tiene una superficie total de 0.75 km², de la cual 0.75 km² corresponden a tierra firme y (0%) 0 km² es agua.

## Demografía
Según el censo de 2010, había 71 personas residiendo en Henriette. La densidad de población era de 95,18 hab./km². De los 71 habitantes, Henriette estaba compuesto por el 90.14% blancos, el 0% eran afroamericanos, el 0% eran amerindios, el 1.41% eran asiáticos, el 0% eran isleños del Pacífico, el 4.23% eran de otras razas y el 4.23% pertenecían a dos o más razas. Del total de la población el 4.23% eran hispanos o latinos de cualquier raza.